# Postman
Postman és una plataforma d'API per als desenvolupadors per dissenyar, construir, provar i iterar les seves API. A l'abril de 2022, Postman informa que tenia més de 20 milions d'usuaris registrats i 75.000 API obertes, que diu que constitueixen el centre d'API públic més gran del món. L'empresa té la seu a San Francisco i manté una oficina a Bangalore, on es va fundar.
Postman va començar el 2012 com un projecte paralel de l'enginyer de programari Abhinav Asthana, que volia simplificar les proves de l'API, mentre treballava a Yahoo Bangalore. Va llançar Postman com a aplicació gratuïta a Chrome Web Store. A mesura que l'ús de l'aplicació va créixer, Abhinav va reclutar antics col·legues Ankit Sobti i Abhijit Kane per ajudar a crear Postman Inc. Els tres cofundadors lideren l'empresa avui, amb Abhinav com a conseller delegat i Sobti com a director tecnològic.
El 2022, Postman va ocupar el lloc número 28 a la llista Forbes Cloud 100, més que el número 54 l'any anterior.
Productes:
- Repositori d'API : permet als usuaris emmagatzemar, catalogar i col·laborar al voltant d'artefactes de l'API en una plataforma central dins de xarxes públiques, privades o de socis[6]
- Creador d'API: ajuda a implementar un flux de treball de disseny d'API mitjançant especificacions que inclouen OpenAPI, GraphQL i RAML. Integra controls de font variats, CI/CD, passarel·les i solucions APM[7]
- Eines: client d'API, disseny d'API, documentació de l'API, proves d'API, servidors simulats i detecció d'API[8]
- Intel·ligència: advertències de seguretat, cerca de repositoris d'API, espais de treball, informes, govern de l'API[9]
- Espais de treball: els espais de treball públics, privats i associats permeten als desenvolupadors col·laborar internament i externament[10]